# Master of Landscape Architecture
Master of Landscape Architecture (afkorting: MLA) is een hbo-master in het kader van het Bachelor-Masterstelsel. De internationaal herkenbare graad geeft aan dat iemand de specialistische en beschermde opleiding tot Landschapsarchitect heeft afgerond aan een Academie van Bouwkunst (Hogeschool). Na de herziening van de titulatuur in het hbo  ontvangen afgestudeerden ook hier de graad MSc. 
Aan de Wageningen Universiteit is de academische opleiding tot landschapsarchitect te volgen. Een afgestudeerde Wageningse landschapsarchitect is gerechtigd tot het voeren van de academische titel ir. dan wel de graad "master of science (MSc)". 
Afgestudeerden van beide instituten kunnen zich in inschrijven in het architectenregister als tuin- en landschapsarchitect. 
Bachelor-masterstructuur